# Bamnan and Slivercork
Bamnan and Silvercork è il primo album in studio del gruppo musicale statunitense Midlake, pubblicato nel 2004.

## Tracce
1. They Cannot Let It Expand – 2:58
2. Balloon Maker – 5:05
3. Kingfish Pies – 4:23
4. I Guess I'll Take Care – 3:22
5. Some of Them Were Superstitious – 5:57
6. The Reprimand – 1:21
7. The Jungler – 3:44
8. He Tried to Escape – 4:32
9. Mopper's Medley – 5:02
10. No One Knew Where We Were – 5:06
11. Anabel – 2:26
12. Mr. Amateur – 2:06

## Formazione
- Tim Smith - voce, piano, tastiere, chitarre, flauto
- Eric Pulido - chitarre, cori, tastiere
- Eric Nichelson - tastiere, piano, chitarre
- Paul Alexander - basso, contrabbasso, chitarre, tastiere, piano
- McKenzie Smith - batteria, percussioni